# Philippe Fénelon
Pour les articles homonymes, voir Fénelon (homonymie).
Philippe Fénelon, né le 23 novembre 1952 à Suèvres dans le Loir-et-Cher,  est un compositeur français de musique classique contemporaine. Reconnu pour ses ouvrages lyriques, le compositeur est également l'auteur d'écrits, articles et ouvrages, sur l'histoire de l'opéra.

## Biographie
Philippe Fénelon commence sa formation musicale à l'âge de huit ans, dans un premier temps en suivant des cours particuliers de musique. Il la poursuit en étudiant le piano au Conservatoire à rayonnement départemental d'Orléans, ainsi que l'histoire de la musique et l'harmonie. Le futur compositeur, bien qu'il s'essaie déjà à la composition dès l'âge de seize ans, se découvre une passion pour l'art lyrique en particulier, devant une production des Noces d'Igor Stravinsky dirigé par Pierre Boulez et de Tristan und Isolde de Richard Wagner par Karl Böhm en 1970 à Bayreuth,. Il pratique le chant choral dans le chœur appelé La Psalette d'Orléans, ce qui lui permet de découvrir Monteverdi et le madrigal. Après le baccalauréat (Lycée Pothier, Orléans), il étudie le bulgare à l'Institut national des langues et civilisations orientales.
Philippe Fénelon rencontre Olivier Messiaen le 8 janvier 1973. Il est d'abord admis comme auditeur (1974) puis entre en 1975 dans sa classe au Conservatoire national supérieur de musique de Paris, d'où il sort avec le prix de composition en 1977 — depuis 1968, il n'y a plus qu'un seul prix, sans distinction. En 1980, le tout jeune compositeur reçoit le prix du jury au Concours international de composition Stockhausen de Bergame en Italie. Pensionnaire de la Casa de Velázquez à Madrid entre 1981 et 1983, il est ensuite invité à Berlin par le Deutscher Akademischer Austauschdienst de Berlin en 1988.
Philippe Fénelon est, dans un premier temps, marqué par la musique expérimentale dans la lignée d'André Boucourechliev, privilégiant ainsi les formes aléatoires et le hasard dans la composition,. Dédiée à celui-ci, Philippe Fénelon compose en 1976 Ballade pour hier, pièce pour piano, conçue comme un labyrinthe d'entrées et truffée d'improvisations. Trop éloigné des besoins esthétiques de l'art lyrique, le compositeur abandonne finalement ce style au début des années 1980 pour se diriger vers un langage musical basé davantage sur des structures complexes, ainsi que marqué par le chant et la voix. Son premier ouvrage, Le Chevalier imaginaire, créé en 1992 à Paris, lui ouvre la voie dans le domaine de la composition à l'expérimentation au sein du répertoire lyrique, bien que cet opéra reste marqué par le théâtre musical des années 1970. Par la suite, il écrit régulièrement des opéras, dont Salammbô d'après Flaubert, créé en 1998, premier opéra écrit spécifiquement  pour l'opéra Bastille. De manière générale, les opéras de Philippe Fénelon sont marqués par les grands mythes européens (Faust, Don Quichotte ou encore le Minotaure), et renoue avec la tradition du genre, en particulier au niveau de l'aspect spectaculaire, au travers de grandes dramaturgies et de puissance émotionnelle dans la composition,. De plus, son langage musical est traversé de nombreuses références musicales traditionnelles, depuis les chants juifs dans Le Chevalier imaginaire jusqu'au choral germanique dans Faust, en passant par les chants orthodoxes russes dans La Cerisaie.
En parallèle à son activité de compositeur d'opéras, Philippe Fénelon écrit de nombreuses pièces pour solistes, cependant il écrit dans presque tous les genres, comme son Premier Concerto pour piano et orchestre de 1997 ou Hélios du cycle Mythologie III de 1989, pour clavecin.
Dès 2002, Philippe Fénelon a réalisé plusieurs films documentaires dont La vie est plus courte qu’un jour d’hiver (2005), sur la compositrice Leni Alexander, et La vuelta al día (2010), sur Aurora Bernárdez, première épouse de Julio Cortázar.
En 2017, Philippe Fénelon a donné l’ensemble de ses manuscrits et de ses archives musicales à la Bibliothèque nationale de France.

## Œuvre

### Opéras
- 1984 : Le Chevalier imaginaire, opéra en deux actes avec un prologue et un épilogue. Livret du compositeur d'après Miguel de Cervantes et Franz Kafka. Création le 27 janvier 1992 au théâtre du Châtelet à l'Auditorium des Halles, sous la direction de Peter Eötvös et dans la mise en scène de Stéphane Braunschweig[2].
- 1992-1996 : Salammbô, opéra en trois actes, livret de Jean-Yves Masson et Philippe Fénelon d'après Flaubert. Création le 16 mai 1998 à l'Opéra de Paris, sous la direction de Gary Bertini et dans la mise en scène de Francesca Zambello.
- 1988-1989 (révision en 2002) : Les Rois, opéra en trois actes, livret du compositeur d'après la pièce de Julio Cortázar. Création le 23 mai 2004 au Grand Théâtre de Bordeaux sous la direction de Thomas Rösner et dans la mise en scène de Yannis Kokkos[2].
- 2003-2004 : Faust, opéra en deux actes, livret du compositeur d'après Nikolaus Lenau. Création le 25 mai 2007 au théâtre du Capitole de Toulouse sous la direction de Bernhard Kontarsky et dans la mise en scène de Pet Halmen. Reprise à l'Opéra de Paris en 2010.
- 2006-2007 : Judith, monodrame en un acte d'après la tragédie éponyme de Friedrich Hebbel. Création salle Pleyel (en concert) le 29 novembre 2007 avec Jeanne-Michèle Charbonnet (soprano) sous la direction de Cornelius Meister.
- 2008-2009 : La Cerisaie, opéra en douze scènes, un prologue et un épilogue d'après l’œuvre éponyme d'Anton Tchekhov. Création à Moscou, en langue russe, au Théâtre Bolchoï, le 2 décembre 2010, en version de concert (prima assoluta d'une composition lyrique d'un compositeur français au Bolchoï). Première française à l’Opéra de Paris en janvier 2012[4], sous la direction de Tito Ceccherini et dans la mise en scène de Georges Lavaudant.
- 2011 : JJR, Citoyen de Genève, opéra en un acte ou divertissement philosophique en sept scènes et une huitième-vaudeville, livret de Ian Burton. Commande du Grand Théâtre de Genève et de la ville de Genève pour le tricentenaire de la naissance de Jean-Jacques Rousseau. Création au Grand Théâtre de Genève le 11 septembre 2012 sous la direction de Jean Deroyer et dans la mise en scène de Robert Carsen[5].
- 2014 : Flaubert et Voltaire, opéra en un acte, livret du compositeur. Commande du Festival Castell de Peralada en Catalogne. Création au cloître del Carme dans la mise en scène de Marc Paquien[6].

### Ballets
- 2000 : Yamm, chorégraphie de Lionel Hoche. Création à l'Opéra de Paris.
- 2002 : Cadenza, chorégraphie de Michel Kelemnis. Création à Albi, festival reBonds.
- 2002 : K-Danza, chorégraphie de Michel Kelemenis. Création à Aix-en-Provence, 3bisf.
- 2006 : Pasodoble, chorégraphie de Michel Kelemenis. Création à Marseille, Théâtre de la Criée.

### Musique de chambre
- 1981 : Latitudes pour clarinette et vents, dédicacé à Michel Arrignon.
- 1999 (création en 2000) : Quatuor à cordes n° IV avec voix de soprano (sur des extraits de Chant éloigné, poèmes de Rainer Maria Rilke. Texte chanté en allemand)[7].

### Madrigaux
- 1996 (création en 1997) : Dix-huit madrigaux pour six voix, sur les Élégies de Duino de Rainer Maria Rilke.

## Décorations
- 2000 :  Chevalier de l'ordre national du Mérite
- 2008 :  Chevalier de la Légion d'honneur[8]

## Récompenses
- 1980 : Lauréat du Prix Stockhausen (Bergame)[1]
- 1983 : Lauréat du Prix Georges Wildenstein
- 1984 : Lauréat du Prix Hervé Dugardin (Sacem)
- 1990 : Bourse de la Fondation Beaumarchais
- 1991 : Lauréat du prix Villa Médicis hors les murs
- 1992 : Lauréat du prix des nouveaux talents en musique dramatique (SACD)[9]
- 2005 : Prix Musique (SACD)[9]
- 2006 : Prix Rossini (Académie des Beaux-Arts)
- 2007 : Grand prix de la musique symphonique (Sacem)

## Discographie sélective
- Le Chevalier imaginaire, Ensemble intercontemporain, Peter Eötvös (dir.), Erato, 1992
- Dix-huit Madrigaux, d'après des poèmes de Rainer Maria Rilke, Ensemble Les Jeunes Solistes, Rachid Safir (dir.), MFA Radio-France, 1998. 10 de Répertoire, Diapason d'or
- Mythologies, Ensemble Fa, Dominique My (dir.), Thésis, 1993
- Philippe Fénelon still dreams, Signature Radio-France, 2024.

## Ouvrages
- Arrière-pensées : six entretiens avec Laurent Feneyrou, Éditions Musica Falsa, 2007
- Histoires d’opéras, Actes Sud, 2007  (ISBN 2742768564)
- Déchiffrages : une vie en musiques, Riveneuve éditions, 2017  (ISBN 9782360134649)